# 星光速
星光速（日语：ステラヴェローチェ），是日本純種競賽馬匹。生涯活躍於一哩及中距離賽事，曾於2020年勝出沙特阿拉伯皇家盃及於2021年勝出神戶新聞盃。

## 出賽前
2018年2月19日出生於北海道安平町北部牧場，成長途中於拍賣會上被馬主大野剛嗣以6480萬日圓購入，其後交由栗東訓練中心練馬師須貝尚介訓練。

## 競賽生涯

### 2歲
2020年7月5日出戰阪神競馬場2歲新馬戰，比賽初段搶佔先頭位置下在彎道處開始取得領先，及後繼續加速下成功取得勝利。
休養過後在10月10日出戰沙特阿拉伯皇家盃，賽前取得第三人氣。比賽開始後，其選擇保持在最後方的位置等待時機，同時在為三、四彎道之間逐步閃出外檔位置。進入直路後，其於外檔位置展開衝刺以避開內欄泥濘的跑道，最終轟出全場最快末腳下成功超越所後對手，更拉開第二的Infinite 3馬位取得首個分級賽冠軍。
年末進軍一級賽朝日盃未來錦標，比賽初段維持在中團內欄位置，於比賽途中處於約莫第十。進入直路後，其未有大幅度抽出外檔，而是選擇在馬群之中穿插並跑出後600米33.5秒的優秀速度，但仍然敗於攻必勝取得第二。

### 3歲
2021年以共同通信盃作為首戰，比賽途中繼續以中團戰術展開賽事，但在直路上反應平平下未能順利衝刺，最終僅跑獲第五。
4月出戰經典三冠首關皋月賞，同時改由吉田隼人策騎。比賽開始後，其一直處於中團位置等待時機，在彎道處未有提速下繼續保持在內欄附近。進入直路後，其待前方賽駒稍為散開後沿欄之外突破，可惜未能追上率先透出的樂透心及領銜，以第三的戰績落敗。
其後繼續進軍東京優駿（日本打吡），改變策略下選擇留後，一直保持於隊伍後方的位置下在直路抽出外檔猛烈加速，最終不斷蠶食對手下僅敗於前方纏鬥的大帝及樂透心，再度取得第三。
秋季選擇以神戶新聞盃作為起動戰，比賽初段隨即放慢節奏墮後至尾二的位置，在最後彎道稍微發力上前。進入直路後，其於馬群中央再度施展出不俗的突圍能力，跑出優秀的速度下最最後關頭趕過透出的赤駒創世，以1/2馬位優勢取得勝利。
10月順利出戰菊花賞，繼續採用後上戰術下於第二圈第三彎道前開始沿外檔位置加速，雖然得以跑出後600米34.7秒的速度，但仍然被前方的領銜一放到底，同時亦未能壓制堅之石及上天寵愛，取得第四的戰績。

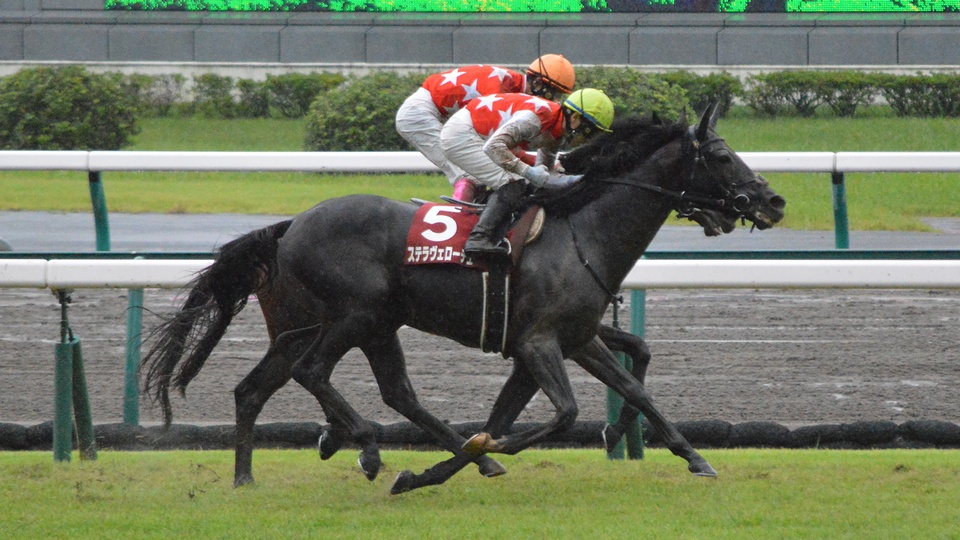
出戰神戶新聞盃的星光速

年末選擇出戰有馬紀念和年長馬匹對決，本次比賽仍然保持於中團靠後位置等待時機，進入直路後跑出不俗的末腳，但繼續未能追上前方賽駒下以第四落敗。

### 4歲
2022年首戰為1月的日經新春盃，比賽初段在順利起步馬保持在前方第四的位置，但於進入對面直路後稍為放慢速度墮後，同時最第四彎道抽出外檔準備發力。進入直路後，其在外檔位置展現出不俗的勢頭，但於取得領先下被後方來襲的優鶴湖超越，最終以3/4馬位差距落敗。
3月2日，由於馬主大野剛嗣去世，星光速的所有權被轉移至其父大野照旺旗下。
所有權完成轉移後，陣營決定安排其遠征阿聯酋出戰杜拜司馬經典賽，然而在比賽途中完全未能發揮自身實力，最終以第九大敗。
賽後，其更被發現右前腳出現肌腱炎，因而需要進入長期休養。

### 5歲
10月21日出戰時隔1年7個月的賽事富士錦標，採取先行策略下於直路不斷失速後退，最終以第七落敗。
其後嘗試轉戰泥地賽事以武藏野錦標作為目標，但完全沒有適性下以第十六慘敗。

### 6歲
2024年3月出戰年度首戰大阪城錦標，維持在先行有利位置推進下在彎道處準備發力，同時進入望空狀態。進入直路後，其仍然在前方位置堅守自身的走勢，和David Barows展開纏鬥下逐漸壓制對手，最終以頭位優勢戰勝對手，取得時隔2年5個月的勝利。
3月下旬以大阪盃作為目標，本次比賽留守中團靠後位置展開推進，在直路上開始加速迫近前方對手，最終以不俗的表現僅敗寶徠歌劇、利森名園及醒赤驥取得第四。
6月縮程出戰安田紀念，然而在直路上一直未能進入狀態下逐漸被對手超越，最終取得第九的戰績。
夏季未有休養下以札幌紀念作為目標，沿途處於中團位置下推進下在直路稍微加速上前，最終僅未能壓制北橋及地標圖形下取得第三。
秋季以產經賞作為目標，但在直路上的表現過於均速下一直未能超越，最終僅跑獲第六的戰績。
10月出戰一級賽秋季天皇賞，雖然比賽途中以穩定的姿態保持在中團位置，但在直路上仍然未能進一步突破，最終以第九落敗。
賽後，其被發現右前腳的肌腱炎復發，因而陣營決定安排其退役。

### 詳細賽績
| 日期       | 舉辦國家 | 馬場 | 距離   | 級別 | 賽事名稱         | 負重 | 騎師       | 馬號 | 出馬 | 名次 | 時間     | 頭馬（二馬）     |
| ---------- | -------- | ---- | ------ | ---- | ---------------- | ---- | ---------- | ---- | ---- | ---- | -------- | ---------------- |
| 5/7/2020   | 日本     | 阪神 | 草1600 |      | 2歲新馬          | 54   | 川田將雅   | 1    | 14   | 1    | 1:36.4   | （Groove Beat）  |
| 10/10/2020 | 日本     | 東京 | 草1600 | GIII | 沙特阿拉伯皇家盃 | 55   | 橫山典弘   | 9    | 10   | 1    | 1:39.6   | （Infinite）     |
| 20/12/2020 | 日本     | 阪神 | 草1600 | GI   | 朝日盃未來錦標   | 55   | 橫山典弘   | 7    | 16   | 2    | 1:32.4   | 攻必勝           |
| 14/2/2021  | 日本     | 東京 | 草1800 | GIII | 共同通信盃       | 57   | 橫山典弘   | 3    | 12   | 5    | 1:48.1   | 樂透心           |
| 18/4/2021  | 日本     | 中山 | 草2000 | GI   | 皋月賞           | 57   | 吉田隼人   | 3    | 16   | 3    | 2:01.1   | 樂透心           |
| 30/5/2021  | 日本     | 東京 | 草2400 | GI   | 東京優駿         | 57   | 吉田隼人   | 11   | 17   | 3    | 2:22.7   | 大帝             |
| 26/9/2021  | 日本     | 中京 | 草2200 | GII  | 神戶新聞盃       | 56   | 吉田隼人   | 5    | 10   | 1    | 2:18.0   | （赤駒創世）     |
| 24/10/2021 | 日本     | 阪神 | 草3000 | GI   | 菊花賞           | 57   | 吉田隼人   | 14   | 18   | 4    | 3:05.4   | 領銜             |
| 26/12/2021 | 日本     | 中山 | 草2500 | GI   | 有馬紀念         | 55   | 杜滿萊     | 9    | 16   | 4    | 2:32.3   | 樂透心           |
| 16/1/2022  | 日本     | 中京 | 草2200 | GII  | 日經新春盃       | 57   | 杜滿萊     | 4    | 16   | 2    | 2:11.8   | 優鶴湖           |
| 26/3/2022  | 阿聯酋   | 美丹 | 草2410 | GI   | 杜拜司馬經典賽   | 56.5 | 杜滿萊     | 13   | 15   | 9    | 記錄缺失 | 大帝             |
| 21/10/2023 | 日本     | 東京 | 草1600 | GII  | 富士錦標         | 57   | 杜滿萊     | 12   | 12   | 7    | 1:32.4   | 匯兩川           |
| 11/11/2023 | 日本     | 東京 | 泥1600 | GIII | 武藏野錦標       | 57   | 杜滿萊     | 13   | 16   | 16   | 1:38.0   | Dry Stout        |
| 3/3/2024   | 日本     | 阪神 | 草1800 | L    | 大阪城錦標       | 58.5 | 酒井學     | 4    | 15   | 1    | 1:45.4   | （David Barows） |
| 31/3/2024  | 日本     | 阪神 | 草2000 | GI   | 大阪盃           | 58   | 酒井學     | 9    | 16   | 4    | 1:58.3   | 寶徠歌劇         |
| 2/6/2024   | 日本     | 東京 | 草1600 | GI   | 安田紀念         | 58   | 橫山典弘   | 13   | 18   | 9    | 1:33.0   | 浪漫勇士         |
| 18/8/2024  | 日本     | 札幌 | 草2000 | GII  | 札幌紀念         | 58   | 橫山典弘   | 2    | 12   | 3    | 2:00.0   | 北橋             |
| 22/9/2024  | 日本     | 中山 | 草2200 | GII  | 產經賞           | 57   | 橫山典弘   | 5    | 15   | 6    | 2:12.2   | 生活格調         |
| 27/10/2024 | 日本     | 東京 | 草2000 | GI   | 秋季天皇賞       | 58   | 佐佐木大輔 | 3    | 15   | 9    | 1:58.0   | 勝局在望         |

## 退役後
退役後，星光速成為了配種馬，於北海道新日高町日本輕種馬協會靜內中馬場休養，在2025年進行配種。首批子嗣將於2026年出生。首批子嗣可於2028年出賽。

## 血統簡介
父系緬甸皇城爲法國賽駒，生涯戰績彪炳，曾勝出準則國際大賽、莊柏德大賽、根利錦標、巴黎大賽及凱旋門大賽五項一級賽冠軍，退役後被引入日本配種。祖父那時還爲美國生產的英國賽駒，生涯戰績亦非常優異，曾勝出二千堅尼錦標、葉森打吡大賽、日蝕大賽及英皇佐治六世及皇后伊利沙伯鑽石錦標四項一級賽冠軍。
母系Oh My Baby為日本賽駒，生涯四戰全敗。外祖父大震撼爲日本賽駒，爲日本賽馬史上第二匹無敗三冠馬，生涯出戰十四場賽事僅得兩場未能勝出，退役後配種成績亦極爲優秀。

### 血統表
| 父線：害羞新郎系（Red God系）                                   |                                |                             |                |
| 種馬 緬甸皇城 2001年（深棗色）                                  | 那時還 1986年（栗色）          | 害羞新郎                    | Red God        |
| 種馬 緬甸皇城 2001年（深棗色）                                  | 那時還 1986年（栗色）          | 害羞新郎                    | Runaway Bride  |
| 種馬 緬甸皇城 2001年（深棗色）                                  | 那時還 1986年（栗色）          | Height of Fashion           | Bustino        |
| 種馬 緬甸皇城 2001年（深棗色）                                  | 那時還 1986年（栗色）          | Height of Fashion           | Highclere      |
| 種馬 緬甸皇城 2001年（深棗色）                                  | Moonlight's Box 1996年（棗色） | 雷利耶夫                    | 北地舞人       |
| 種馬 緬甸皇城 2001年（深棗色）                                  | Moonlight's Box 1996年（棗色） | 雷利耶夫                    | Special        |
| 種馬 緬甸皇城 2001年（深棗色）                                  | Moonlight's Box 1996年（棗色） | Coup de Genie               | 淘金者         |
| 種馬 緬甸皇城 2001年（深棗色）                                  | Moonlight's Box 1996年（棗色） | Coup de Genie               | Coup de Folie  |
| 繁殖雌馬 Oh My Baby 2011年（棗色）                              | 大震撼 2002年（棗色）          | 週日寧靜                    | Halo           |
| 繁殖雌馬 Oh My Baby 2011年（棗色）                              | 大震撼 2002年（棗色）          | 週日寧靜                    | Wishing Well   |
| 繁殖雌馬 Oh My Baby 2011年（棗色）                              | 大震撼 2002年（棗色）          | 風中秀髮                    | Alzao          |
| 繁殖雌馬 Oh My Baby 2011年（棗色）                              | 大震撼 2002年（棗色）          | 風中秀髮                    | Burghclere     |
| 繁殖雌馬 Oh My Baby 2011年（棗色）                              | Allthewaybaby 2000年（深棗色） | Grand Slam 1995年（深棗色） | Gone West      |
| 繁殖雌馬 Oh My Baby 2011年（棗色）                              | Allthewaybaby 2000年（深棗色） | Grand Slam 1995年（深棗色） | Bright Candles |
| 繁殖雌馬 Oh My Baby 2011年（棗色）                              | Allthewaybaby 2000年（深棗色） | Lustily 1991年（棗色）      | Kris S.        |
| 繁殖雌馬 Oh My Baby 2011年（棗色）                              | Allthewaybaby 2000年（深棗色） | Lustily 1991年（棗色）      | Shahriza       |
| 雌系：號族：4-r                                                 |                                |                             |                |
| 五代內近親交配：淘金者 4×5、Halo 4×5、Highclere 4×5、Busted 5×5 |                                |                             |                |

## 命名由來
名字中，Stella（ステラ）於意大利語中，意思為「星」，Veloce（ヴェローチェ）則是馬主大野照旺、大野剛嗣父子的冠名，在意大利語中帶有「快速」的意思，香港則結合兩部分，翻譯為「星光速」。

## 外部連結
- 星光速 netkeiba.com （页面存档备份，存于）
- 血統表 （页面存档备份，存于）